# فرودگاه بین‌المللی سوت تگزاس در ادینبرگ
فرودگاه بین‌المللی سوت تگزاس در ادینبرگ (به انگلیسی: South Texas International Airport at Edinburg) یک فرودگاه همگانی بهره‌برداری هوایی است که یک باند فرود آسفالت دارد و طول باند آن ۱۵۲۴ متر است. این فرودگاه در شهر ادینبرگ، تگزاس کشور ایالات متحده آمریکا قرار دارد و در ارتفاع ۲۳ متری از سطح دریا واقع شده است.